# Taxeotis pychnomochla
Taxeotis pychnomochla är en fjärilsart som beskrevs av Turner 1939. Taxeotis pychnomochla ingår i släktet Taxeotis och familjen mätare. Inga underarter finns listade i Catalogue of Life.